# Daudon
Daudon is een Frans historisch merk van motorfietsen.
Daudon leverde in de eerste helft van de jaren vijftig lichte, 50cc-motorfietsjes. Die waren in Frankrijk populair, waarbij in het noordelijk deel van het land een voorkeur bestond voor Franse inbouwmotoren en in het zuiden voor Italiaanse inbouwmotoren. Daudon leverde verschillende merken inbouwmotoren en zowel tweetaktmotoren als viertaktmotoren.